# Botero
Botero (em latim: Botherus) ou Abu Tair Alçaigue (em árabe: ابو طاهر الصائغ‎; romaniz.: Abu Tahir al-Sa'igh) era um ourives persa e o da'i chefe dos nizaritas ismaelitas do Bilade Xame (Síria), pertencente à Ordem dos Assassinos. Teve seu papel nas lutas políticas locais no contexto da Primeira Cruzada.

## Vida
Abu Tair foi o segundo da'i nizarita do Bilade Xame (Síria) enviado por Haçane Saba, em substituição de Aláqueme Almunajim, e desfrutou da aliança com Raduano. Utilizou a base nizarita em Alepo, enquanto continuava a estratégia nizarita de tomar fortalezas em áreas pró-ismaelitas, concentrando-se nas terras altas dos montes Harim situadas entre o rio Orontes e Alepo. À época, a autoridade sobre o vale superior de Orontes era compartilhada entre o emir Janá Adaulá de Homs, os monquiditas de Xaizar, e Calafe ibne Mulaibe, o governador fatímida de Apameia, com sede em sua cidadela de Calate Almodique. Janá Adaulá foi assassinado em 1103 por Aláqueme Almunajim, enquanto Calafe ibne Mulaibe foi assassinado em fevereiro de 1106 por Abu Tair com ajuda de Abu Alfate de Sarmim. Abu Tair e Abu Alfate subsequentemente capturaram Calate Almodique e Apameia por um plano "engenhoso". Tancredo, o regente do Principado de Antioquia, sitiou Apameia, mas não obteve êxito. Alguns meses depois, cercou a cidade novamente com a ajuda de Moabe ibne Mulaibe, irmão do assassinado Calafe, e capturou-a em setembro. Abu Alfate foi executado, enquanto Abu Tair pagou seu resgate e foi para Alepo.
Em 1111, uma tentativa de assassinato abortada contra Abu Harbe Issa ibne Zaíde, um rico persa alepino, causou um ressentimento público em geral aos nizaritas Ismaelitas em Alepo. Raduano, no entanto, lhes forneceu apoio. Raduano morreu em 1113 e os nizaritas de Alepo foram privados desse importante aliado. Durante o curto reinado de seu jovem filho Alparslano Alacras, os nizaritas capturaram outra fortaleza na estrada Alepo-Bagdá. Durante sua campanha anti-nizarita, o sultão seljúcida Maomé Tapar enviou Sade ibne Badi, o rais de Alepo, para colocar Alparslano contra os nizaritas. Abu Tair e muitos outros nizaritas em Alepo foram posteriormente executados e outros se dispersaram ou foram para o submundo.